# .rs
‎.rs‏ دامنه اینترنتی اختصاص داده شده به صربستان است. 
پیش از این ‎.yu‏ دامنه اینترنتی صربستان و مونته‌نگرو بود که پس از تقسیم این جمهوری به دو بخش صربستان و مونته‌نگرو، این دامنه برای صربستان در نظر گرفته شد.